# STS-118

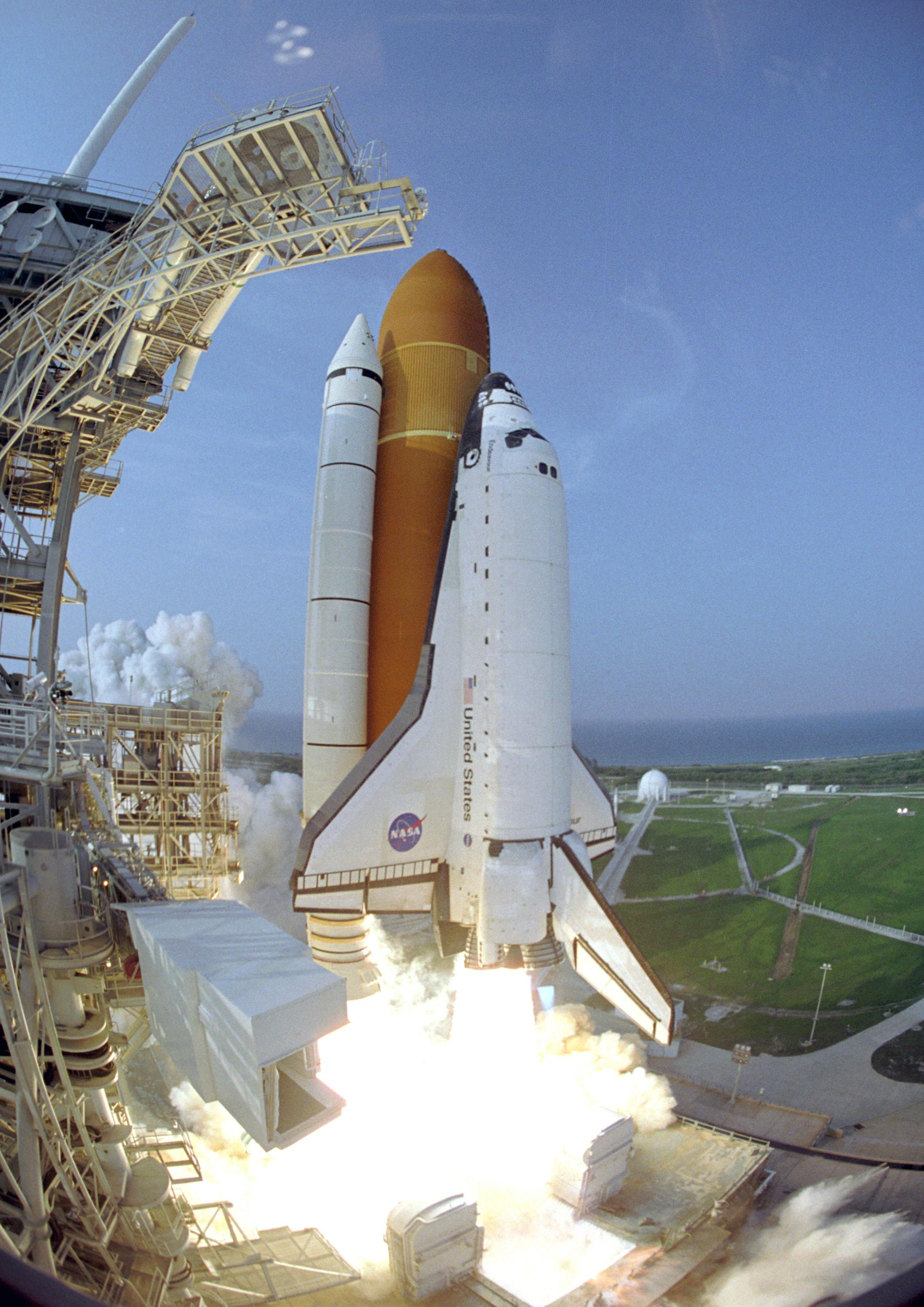
Start wahadłowca Endeavour

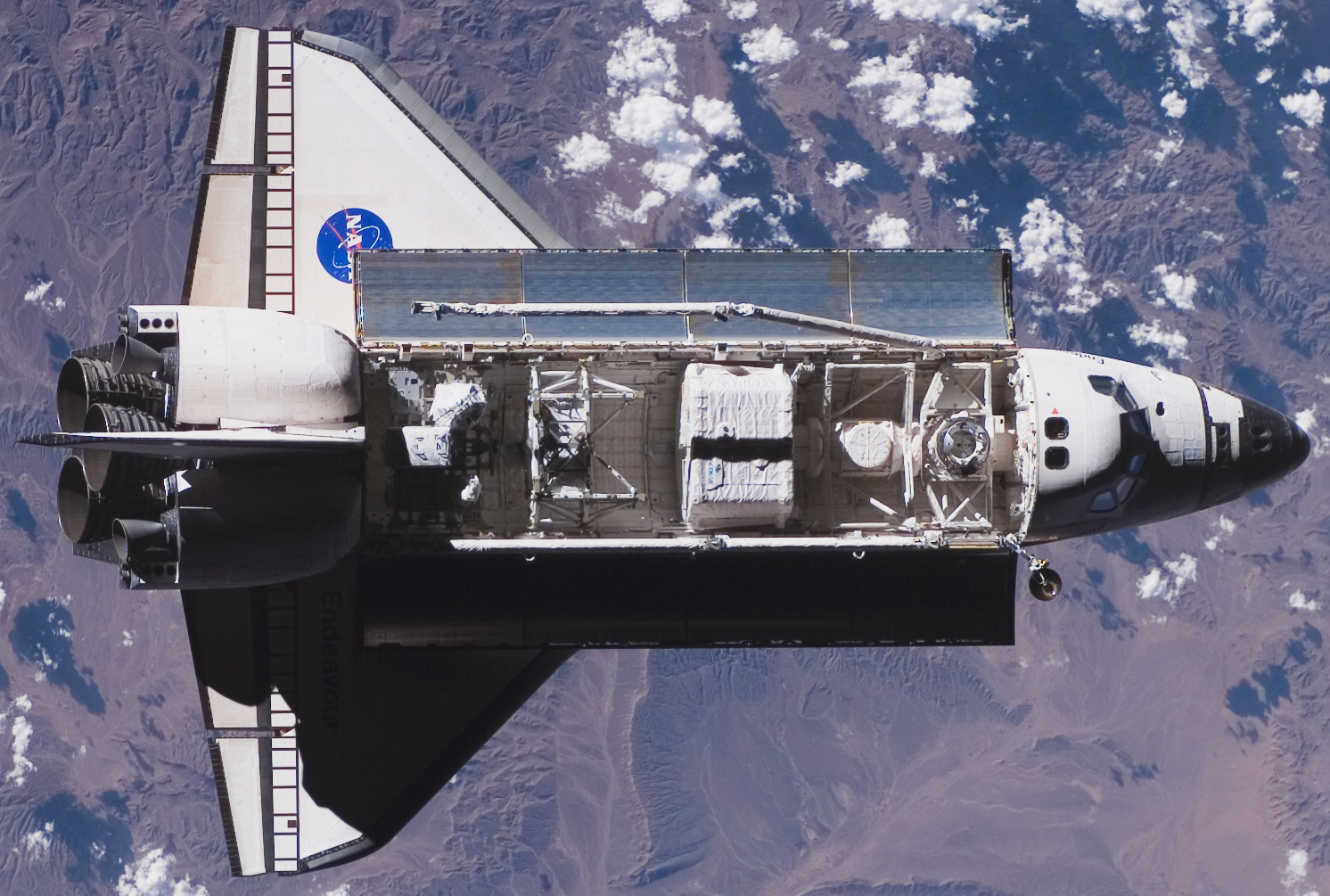
Wahadłowiec tuż przed połączeniem z ISS

STS-118 – misja wahadłowca Endeavour, trwająca od 8 do 21 sierpnia 2007, której głównym celem było dostarczenie na Międzynarodową Stację Kosmiczną (ISS) struktury kratownicowej ITS S5 Truss oraz platformy logistycznej ESP-3. Była to pierwsza misja wahadłowca Endeavour od misji STS-113 w listopadzie 2002, która była ostatnią udaną misją wahadłowca przed katastrofą Columbii w 2003. Jednym z astronautów była nauczycielka, Barbara Morgan. W 1986 była ona dublerką Christy McAulifee, nauczycielki, która zginęła w katastrofie wahadłowca Challenger. Pierwotnie planowano, aby w misję STS-118 poleciał wahadłowiec Columbia (miał być to pierwszy lot Columbii do ISS i następny jej lot po STS-107). Jednak katastrofa Columbii w misji STS-107 spowodowała zmianę w rozkładzie lotów wahadłowców i do STS-118 został wyznaczony Endeavour.
Oprócz kawałków pianki izolacyjnej, które odpadły przy starcie, Endeavour został uderzony przez fragment kosmicznych śmieci lub mikrometeoryt, który przebił poszycie kadłuba. 21 sierpnia o godzinie 18:32 czasu polskiego prom kosmiczny Endeavour wylądował w Centrum Kosmicznym im. J. Kennedy'ego na przylądku Canaveral na Florydzie. Misja została skrócona o jeden dzień ze względu na zagrożenie huraganem Dean i możliwość ewakuacji Centrum Lotów Kosmicznych w Houston w Teksasie. 

## Załoga
źródło
- Scott J. Kelly (2)*, dowódca
- Charles Hobaugh (2), pilot
- Richard A. Mastracchio (2), specjalista misji
- Dafydd Williams (2), specjalista misji (Kanada)
- Tracy Caldwell (1), specjalista misji
- Barbara Morgan (1), specjalista misji
- Benjamin Drew (1), specjalista misji

*(liczba w nawiasie oznacza liczbę lotów odbytych przez każdego z astronautów)

## Parametry misji
- Masa:
  - startowa orbitera: 121 823 kg
  - ładunku: 14 036 kg[6]
  - lądującego orbitera: 100 878 kg[6]
- Perygeum: 337 km[6]
- Apogeum: 348 km[6]
- Inklinacja: 51,6°[6]
- Prędkość: 27 720 km/h
- Okres orbitalny: 91,4 min[6]

## Dokowanie do ISS
- Połączenie z ISS: 10 sierpnia 2007 o 18:01:54 UTC[2]
- Odłączenie od ISS: 19 sierpnia 2007 o 11:56:27 UTC[2]
- Łączny czas dokowania: 8 dni 17 godz. 54 min. 33 sek.